# Alcalá de Henares Universidad
Alcalá de Henares Universidad (hiszp: Estación de Alcalá de Henares Universidad) – stacja kolejowa w Alcalá de Henares, we wspólnocie autonomicznej Madryt, w Hiszpanii. Znajduje się na linii C-2 Cercanías Madrid. Obsługuje Uniwersytet Alcalá i centrum handlowe Cuadernillos. Alternatywną nazwą stacji jest Alcalá Universidad.
Znajduje się w obszarze B3 Consorcio Regional de Transportes.
| Kierunek | < stacja          | linia | stacja >      | Kierunek    |
| -------- | ----------------- | ----- | ------------- | ----------- |
| [ 2 ]    | Alcalá de Henares |       | Meco Azuqueca | Guadalajara |